# Shaped canvas

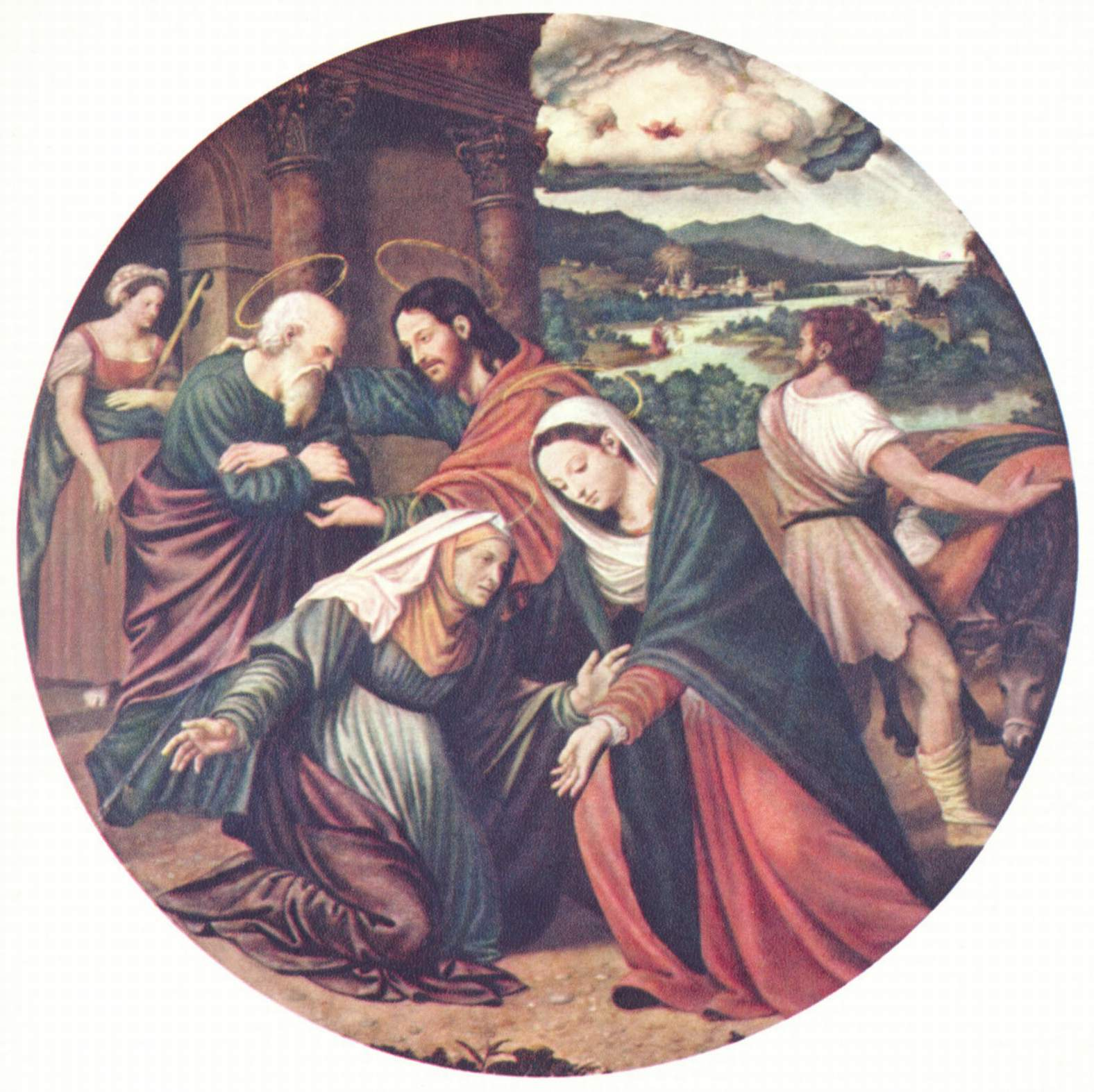
Tondo de Vicente Macip
vers 1523.

On désigne par shaped canvas, en anglais, des peintures réalisées sur des toiles non rectangulaires, rondes ou triangulaires, le plus souvent, mais pouvant avoir des formes bien plus singulières dont la surface même n'est pas plane. Il s'agit alors d'œuvres à la fois picturales et sculpturales. Les peintres contemporains les plus connus dans l'utilisation de cette technique sont, sans doute, Frank Stella et Charles Hinman[réf. nécessaire]. Ce dernier a élargi la notion de shaped canvas aux toiles munies d'un relief en trois dimensions. Un exemple ancien en est le Tondo, une peinture réalisée sur une toile ronde : Raphael, ainsi que d'autres peintres de la Renaissance choisirent ce format pour peindre des vierges.
L'utilisation des châssis sculptés a été associée aux travaux des peintres minimalistes et post-minimalistes travaillant à New York dans les années 1950 et 1960 même si d'autres artistes, bien avant les minimalistes, réalisent déjà ce qu'on appelle désormais des Shaped canvas comme le fait Abraham Joel Tobias dans les années 1930. Richard Tuttle, Barnett Newmann, Neil Williams, Jane Frank ou encore Frank Stella, pionnier du mouvement minimaliste en peinture ont chacun à leur manière employé les shaped canvas afin de les perfectionner. Frank Stella réalise entre 1967 et 1972 la série des Protractors et la série V présentant exclusivement des châssis sculptés. La particularité de ce support c'est qu'il permet d'adapter le support à la forme représentée, ainsi la forme représentée n'est plus conditionnée par les contraintes plastiques posées par la toile rectangulaire mais elle est réalisée sur un support qui lui est spécifique, la rendant ainsi unique et émancipée des contraintes traditionnelles de la peinture.
Donald Judd s'exprime à propos des contraintes que pose la toile rectangulaire en peinture dans ses Œuvres complètes il dit "'The main thing wrong with painting is that it is a rectangular plane placed flat against the wall. A rectangle is a shape itself: it is obviously the whole shape; it determines and limits the arrangement of whatever is on or in it". Il exprime ainsi que l'inconvénient de la toile rectangulaire c'est qu'il s'agit là déjà d'une forme et qu'elle conditionne le reste de la production picturale.
Les peintres, en réalisant des toiles sculptés comme support de leur art, ont agrandi le champ de leur savoir-faire; tout est réalisé par la main de l'artiste ce qui ajoute de la valeur et de l'authenticité à l'œuvre. Dès lors l'art minimaliste employant des shaped canvas tend à renforcer sa dimension tautologique en plus de ne parler que de ses constituants et de sa matérialité au travers du motif représenté, le châssis également renforce cette notion d'autonomie de l'œuvre qui s'émancipe par sa forme unique.